# Милка (Библия)
Милка (ивр. מילכה‎) — библейский персонаж, дочь Арана (племянница Авраама), жена Нахора (Быт. 11:29).
Родила Нахору восемь сыновей, имена которых: Уц, Вуз, Кемуил, Кесед, Хазо, Пилдаш, Идлаф и Вафуил (Быт. 22:20—22).
Среди потомков Милки: Ревекка (Быт. 22:23) и Лаван (Быт. 28:5).